# 10193 Nishimoto
10193 Nishimoto (1996 PR1) là một tiểu hành tinh vành đai chính được phát hiện ngày 8 tháng 8 năm 1996 bởi AMOS ở Haleakala.